# Гомонай Ганна Миколаївна
Ганна Миколаївна Гомонай (21 грудня 1959, Ужгород) — український фізик, доктор фізико-математичних наук, старший науковий співробітник, директор Інституту електронної фізики НАН України, член-кореспондент  НАН України.

## Життєпис
У 1981 році з відзнакою закінчила фізичний факультет Ужгородського державного університету, отримавши диплом зі спеціальності «фізика» і кваліфікацію «фізик-викладач».
У грудні того ж року поступила до аспірантури на кафедру квантової електроніки Ужгородського державного університету.
З квітня 1986 року після закінчення аспірантури почала працювати на посаді молодшого наукового співробітника в Ужгородському відділенні Інституту ядерних досліджень АН УРСР.
6 травня 1987 року здобула науковий ступінь кандидата фізико-математичних наук зі спеціальності «фізична електроніка, у тому числі квантова», захистивши дисертацію в Ужгородському державному університеті. Тема дисертації «Збудження, іонізація та діелектронна рекомбінація при зіткненнях електронів з іонами талію».
У листопаді 1992 року почала працювати в Інституті електронної фізики НАН України, відділ електронних процесів.
2 липня 1999 року отримала вчене звання старшого наукового співробітника.
29 вересня 2015 року здобула науковий ступінь доктора фізико-математичних наук зі спеціальності захистила зі спеціальності «фізична електроніка». Тема дисертації «Резонансні та автойонізаційні явища у процесах зіткнень електронів з іонами металів».
19 квітня 2017 року на засіданні Президії НАН України була призначена на посаду директора Інституту електронної фізики НАН України.
З 25 квітня 2018 року — член бюро Відділення фізики і астрономії НАН України.

## Наукова діяльність
Галузі наукових інтересів: атомна спектроскопія, експериментальна атомна фізика, фізика електрон-атомних та електрон-іонних зіткнень, резонансні та автоіонізаційні явища при зіткненнях електронів з атомами та іонами.
Автор 100 друкованих праць, володіє 1 патентом України на винахід.

## Нагороди та відзнаки
- Стипендія НАН України для молодих вчених (1995).
- Ювілейна медаль «80 років НАН України» (1998).
- Почесна грамота управління освіти і науки Закарпатської обласної державної адміністрації (2002, 2007).
- Почесна грамота Президії НАН України та ЦК профспілки працівників НАН України (2012).
- Премія НАН України імені І. Пулюя (2012) — за цикл робіт «Кореляційні ефекти в процесах пружного розсіювання, збудження та іонізації атомів і іонів при зіткненнях з електронами» (спільно з Боровиком Олександром Олександровичем і Реметою Євгеном Юрійовичем)[3].

## Родина
Чоловік — Гомонай Олександр Ілліч, кандидат фізико-математичних наук, старший науковий співробітник відділу квантової та плазмової електроніки Інституту електронної фізики НАН України.